# Ferdinando Maria Saluzzo
Ferdinando Maria Saluzzo (Nápoles, 20 de novembro de 1744 - Roma, 3 de novembro de 1816) foi um cardeal italiano.

## Biografia
Nasceu em Nápoles em 20 de novembro de 1744. Segundo filho de Giacomo Saluzzo (1709-1780), segundo príncipe de Santo Mauro e terceiro duque de Corigliano, e Maria Francesca Pignatelli (+ 1810), de Strongoli.
Estudou na Universidade La Sapienza, em Roma, onde se doutorou in utroque iure , direito canônico e civil, em 11 de fevereiro de 1767.
Referendário dos Tribunais da Assinatura Apostólica da Justiça e da Graça, 19 de fevereiro de 1767. Protonotário participativo apostólico . Vice-legado em Ferrara, 1772. Relator da SC da Sagrada Consulta e da SC da Imunidade Eclesiástica. Consultor da SC dos Ritos. Sub-reitor do colégio dos protonotários numerais apostólicos e participantes.
Ordenado em 26 de maio de 1784.
Eleito arcebispo titular de Teodosia, 25 de junho de 1784. Consagrado, 4 de julho de 1784, basílica de Ss. XII Apostoli, Roma, pelo cardeal Marcantonio Colonna, coadjuvado por Girolamo Volpi, arcebispo titular de Neocesarea in Ponto, e por Orazio Mattei, arcebispo titular de Colosso. Transferido para a sede titular de Cartago, em 13 de julho de 1784, quando foi extinta a sede de Teodosia. Núncio na Polônia, 30 de julho de 1784 até 1794. Presidente do estado de Urbino, 14 de março de 1794.
Criado cardeal sacerdote no consistório de 23 de fevereiro de 1801; recebeu o chapéu vermelho em 26 de fevereiro de 1801; e o título de S. Maria del Popolo, 20 de julho de 1801. Camerlengo do Sacro Colégio dos Cardeais, 1803 a 1804. Optou pelo título de S. Anastasia, 28 de maio de 1804. Deportado pelos franceses para Nápoles e depois para França. Por sua recusa em comparecer às cerimônias de casamento do imperador Napoleão Bonaparte e da arquiduquesa Maria Luísa da Áustria em 2 de abril de 1810, ele e outros doze cardeais foram privados de suas propriedades e de sua dignidade cardinalícia e obrigados a usar roupas pretas, daí seu nome de "cardeais negros". Prefeito da SC do Bom Governo, 1814 até à sua morte.
Morreu em Roma em 3 de novembro de 1816. Exposto na igreja de S. Maria em Vallicella, Roma, onde o funeral ocorreu em 7 de novembro de 1816; e enterrado em seu título.